# 타멜

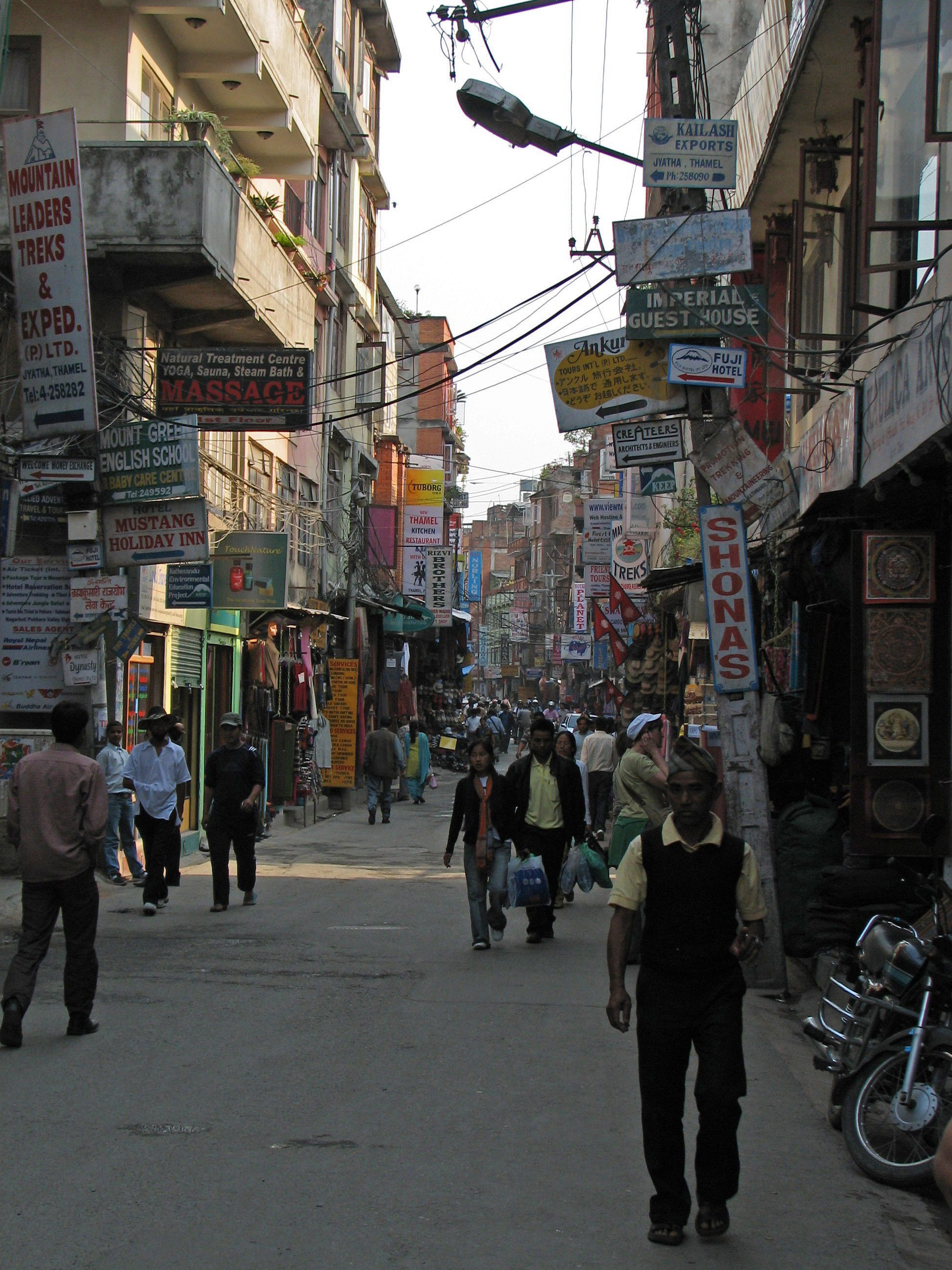
타멜의 거리 모습

타멜(네팔어: ठमेल)은 네팔 카트만두에 있는 지역 이름이다. 저렴한 숙소가 많이 있고, 이 지역은 모두 와이파이 존이다.